# Dick Gregory
Pour les articles homonymes, voir Claxton et Gregory.
Richard Claxton Gregory, dit Dick Gregory, né le 12 octobre 1932 à Saint-Louis et mort le 19 août 2017 à Washington, est un écrivain, humoriste, acteur, militant américain engagé pour la défense des droits civiques des Afro-Américains, utilisant l'humour pour tourner en dérision les préjugés racistes. Il est également un promoteur d'une alimentation végétarienne, il lance une entreprise de diététique Slim / Safe Bahamian Diet .

## Biographie

### Jeunesse et formation
Dick Gregory naît dans une famille pauvre, son père Presley Gregory quitte le foyer familial laissant sa mère Lucille élever leurs six enfants. En 1951, après ses études secondaires à la Sumner High School (St. Louis) (en), il obtient une bourse qui lui permet d'entrer à l'université du Sud de l'Illinois. En 1953, sa mère décède, il abandonne ses études et s'engage dans l'armée

## Ouvrages
- Nigger: An Autobiography by Dick Gregory, autobiographie, co-écrite avec Robert Lipsyte, E. P. Dutton, 1964, rééditée, Pocket Books, 1965–
- Write me in!, Bantam, 1968.
- From the Back of the Bus
- What's Happening?
- The Shadow that Scares Me
- Dick Gregory's Bible Tales, with Commentary.  (ISBN 0-8128-6194-9)
- Dick Gregory's Natural Diet for Folks Who Eat: Cookin' With Mother Nature!  (ISBN 0-06-080315-0)
- (avec Shelia P. Moses), Callus on My Soul: A Memoir.  (ISBN 0-7582-0202-4)
- Up from Nigger
- No More Lies; The Myth and the Reality of American History
- Dick Gregory's political primer
- (avec Mark Lane), Murder in Memphis: The FBI and the Assassination of Martin Luther King
- (avec Mel Watkins), African American Humor: The Best Black Comedy from Slavery to Today (Library of Black America)
- Robert Lee Green, Dick Gregory, daring Black leader
- African American Humor: The Best Black Comedy from Slavery to Today (éditeur).  (ISBN 1-55652-430-7)
- Not Poor, Just Broke, nouvelle

## Filmographie
- 2018 : L’Échappée belle, de Paolo Virzì : Daniel Coleman